# Geremia Ghisi
Ghisi Geremia (in greco ?; ... – ante 1252) è stato un nobile veneziano che divenne il primo signore latino delle isole di Scopelo, Sciato e Sciro, e per un breve periodo signore di Andro (1239-1243/52).

## Biografia
Geremia Ghisi è stato un nobile appartenente alla omonima casata veneziana. Nel 1207, al seguito della Quarta crociata, catturò le isole greche di Scopelo, Sciato e Sciro, divenendone signore, mentre il fratello Andrea conquistava le isole di Tino e Micono.. La sorella Agnesina, fu moglie di Ottone di Cicon, signore di Caristo.
Nel 1239 circa, Geremia, aiutato dal fratello Andrea espelleva Marino Dandolo dal suo feudo di Andro. Dandolo moriva poco dopo, ma la sua vedova chiedeva giustizia al Gran Consiglio di Venezia che nell'agosto 1243 ordinava a Geremia di restituire Andro agli eredi di Marino Dandolo. In caso di mancata restituzione, i fratelli Ghisi erano minacciati di essere banditi da Venezia e di sequestro delle proprietà nella madrepatria.
Nonostante tale decreto, Geremia mantenne il controllo di Andro sino alla sua morte avvenuta qualche anno dopo. L'isola tornava quindi in possesso del Duca di Nasso, Angelo Sanudo, ma la controversia rimase coinvolgendo Andrea Ghisi, i Sanudo, ed i Querini, divenuti nel frattempo gli eredi di Marino Dandolo, fino al 1290, quando Marco II Sanudo acquistò i diritti di Niccolò Querini su Andro.
Dopo la morte di Geremia, il nipote Filippo Ghisi, signore di Amorgo sposò con la forza la figlia di Geremia Isabella e prese il controllo dei feudi originari di Geremia finché i bizantini sotto il comando di Licario riconquistarono le isole e presero Filippo prigioniero. Un'altra figlia di Geremia, Marchesina, sposò il figlio del doge Jacopo Tiepolo e a sua volta futuro doge Lorenzo Tiepolo.